# Bolgarische Sprache
Die bolgarische oder protobulgarische Sprache war die Sprache der Protobulgaren. Es wird angenommen, dass Bolgarisch die Sprache zumindest der führenden Schicht des Großbulgarischen Reiches des 6. und 7. Jahrhunderts war und dann durch Migrationen einerseits in den Donauraum und auf den Balkan, andererseits an die mittlere Wolga gelangte, wo sie sich bei den Wolgabulgaren erhielt.
Aus der Zeit des Großbulgarisches Reiches sind jedoch keine direkten Sprachzeugnisse erhalten. Die Zeugnisse für die Sprache der Donaubulgaren sind größtenteils in ihrer Deutung umstritten, lediglich für die Sprache der Wolgabulgaren liegt aus einer erheblich späteren Zeit (dem 13./14. Jahrhundert) eine ausreichende Zahl von Sprachzeugnissen vor, deren Deutung allgemein akzeptiert ist.
Aufgrund dieser späten wolgabolgarischen Sprachzeugnisse und eines begrenzten Teils der Sprachzeugnisse der Donaubulgaren wird das Bolgarische dem oghurischen Zweig der Turksprachen zugerechnet, zu dem als einzige heute noch gesprochene Sprache auch das Tschuwaschische gehört.
Inwiefern neben der auf diesem Wege teilweise rekonstruierbaren Sprache bei den Protobulgaren noch andere Sprachformen im Gebrauch waren, und wenn ja welche, lässt sich auf der vorhandenen Quellengrundlage nicht abschließend klären.

## Sprachreste und Sprache der Donaubulgaren
Die Donaubulgaren, das heißt diejenigen Protobulgaren, die unter Führung Asparuchs das Erste Bulgarische Reich auf dem Balkan begründeten, haben eine große Zahl von Inschriften hinterlassen, vor allem im Nordosten des heutigen Bulgariens, aber auch in anderen Teiles ihres Reiches. Diese sogenannten protobulgarischen Inschriften sind jedoch größtenteils in griechischer Sprache abgefasst und deshalb nur Quellen für protobulgarische Namen, Titel sowie einzelne weitere Wörter. Es existieren zwei Inschriften, die in griechischer Schrift vermutlich in protobulgarischer Sprache verfasst sind, deren Lesung und Deutung ist jedoch umstritten.
Darüber hinaus existieren Inschriften in der einheimischen Bolgarischen Schrift, die gewöhnlich den Protobulgaren zugeschrieben werden. Diese Inschriften bestehen meist nur aus einzelnen Zeichen oder Zeichengruppen (Wörtern?); lediglich in Murfatlar in der Norddobrudscha wurden ganze Texte gefunden, die jedoch bisher nicht in einer allgemein akzeptierten Form entziffert worden sind.
Ein weiteres Sprachzeugnis für die Sprache der Donaubulgaren sind die protobulgarischen chronologischen Ausdrücke in der sogenannten Bulgarischen Fürstenliste, die in slawischer Sprache in drei Handschriften eines als Ellinskij letopisec bekannten russischen Sammelwerkes überliefert, jedoch zweifellos bulgarischen Ursprungs ist. Über die Einzelheiten des dahinterstehenden Kalendersystems herrscht zwar keine Einigkeit, die jeweils aus zwei Wörtern bestehenden Ausdrücke werden aber allgemein als Verbindungen jeweils eines Tiernamens, der Teil eines in China und bei vielen zentralasiatischen Völkern verbreiteten Zwölftierzyklus ist, und einer Ordinalzahl gedeutet. Dass es sich bei diesen Wortverbindungen tatsächlich um Datierungen in protobulgarischer Sprache handelt, ergibt sich aus einer in griechischer Sprache verfassten Bauinschrift des bulgarischen Herrschers Omurtag, die nahe dem Ort Čatalar (Car Krumovo) gefunden worden ist. Diese ist am Ende explizit doppelt datiert, einmal auf griechisch mit einer Datierung nach dem byzantinischen Kalender und einmal auf bulgarisch mit einer Wortgruppe, die in fast derselben Form auch in der bulgarischen Fürstenliste auftritt.
Allein aufgrund der in den protobulgarischen Inschriften, in der bulgarischen Fürstenliste oder indirekt in Berichten fremder Herkunft erhaltenen Personennamen und Titel ist eine linguistische Klassifikation der Sprache der Donaubulgaren nicht möglich. Diese enthalten neben turksprachlichen auf jeden Fall auch Elemente iranischer Herkunft. Die in den chronologischen Ausdrücken der bulgarischen Fürstenliste enthaltenen Tiernamen und Ordinalzahlen deuten jedoch auf eine Verwandtschaft der zugrundeliegenden Sprache mit der Sprache der wolgabolgarischen Inschriften und dem modernen Tschuwaschischen.
In Bulgarien starb die protobulgarische Sprache vermutlich spätestens im 12. Jahrhundert aus und wurde von der Sprache der slawischen Bevölkerungsmehrheit ersetzt. Der Sprachwechsel dürfte jedoch schon erheblich früher begonnen haben, da bereits Ende des 9. Jahrhunderts unter Zar Simeon das slawische Altbulgarische zur Sprache der Kirche und des öffentlichen Lebens geworden war.
Lehnwörter aus dem Donaubolgarischen haben sich in den slawischen Sprachformen erhalten, die an seine Stelle getreten sind, und sind sowohl im Altbulgarischen als auch im heutigen Bulgarischen belegt, z. B. urva (bulgarisch урва – Abgrund/Steilhang), tojaga (bulgarisch тояга – Stock/Stab, türkeitürkisch değnek), korem (bulgarisch корем – Bauch, türkeitürkisch karın), kon (bulgarisch кон – Pferd) etc.

## Wolgabolgarisch
Die Wolgabulgaren haben im 10. Jahrhundert mit der Annahme des Islam auch die arabische Schrift übernommen. Aus der Zeit vom 10. Jahrhundert bis zur mongolischen Eroberung ihres Gebietes im 13. Jahrhundert sind jedoch keine einheimischen Schriftzeugnisse erhalten geblieben.
Erhalten ist das Wolgabolgarische lediglich in den sogenannten wolgabolgarischen Grabinschriften aus dem 13./14. Jahrhundert, die in arabischer Schrift geschrieben sind und eine Mischung aus arabischen Formeln und wolgabolgarischen Wörtern enthalten. Auf deren Grundlage lässt sich das Wolgabolgarische demselben Zweig der Turksprachen wie das moderne Tschuwaschische zuordnen.
Die Sprache hat einige Wörter aus dem Kiptschakischen übernommen.
Nach der Eingliederung des Gebietes der Wolgabulgaren in den Ulus Jochi (die sogenannte Goldene Horde) wurde das Wolgabolgarische bei einem großen Teil der Bevölkerung durch kiptschakische Varietäten verdrängt, aus denen das heutige Tatarische entstanden ist.
Eine Fortsetzung der wolgabolgarischen Sprache bildet das moderne Tschuwaschische. Dieses hat sich vermutlich in einem nicht islamisierten Randgebiet des wolgabulgarischen Reiches erhalten, dessen Bevölkerung ursprünglich Varietäten des finnopermischen Zweiges des Finno-Ugrischen gesprochen, dann jedoch die Sprache der Wolgabulgaren übernommen hatte.